# Сити Хартина
Си́ти Харти́на, также известная, как Тин Суха́рто (индон. Siti Hartinah; индон. Tien Suharto; 23 августа 1923, с. Ятен, Суракарта, Центральная Ява — 28 апреля 1996, Джакарта) — первая леди Индонезии (1967—1996), супруга Сухарто, военного и государственного деятеля, второго президента Республики Индонезии.
Признана Национальным героем Индонезии. Пользовалась особым доверием супруга, оказывала значительное влияние на решение многих актуальных экономических и политических вопросов.

## Биография

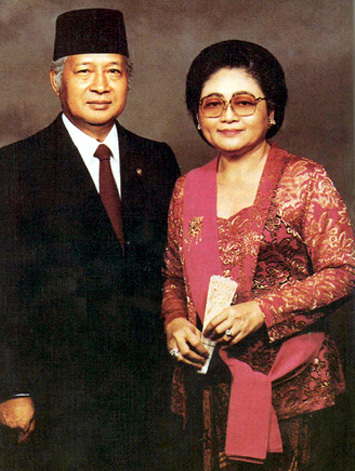
Сухарто и его жена Сити Хартина

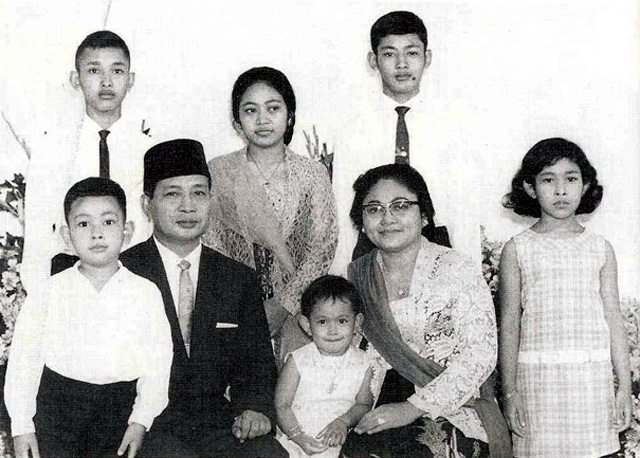
Сухарто и его жена Сити Хартина со своими сыновьями и дочерьми. Передний ряд: Хутомо Мандала Путра, Сухарто, Сити Хутами Энданг Адинингсих, Сити Хартина и Сити Хедиати Харияди. Задний ряд: Бамбанг Трихатмоджо, Сити Хардиянти Хастути и Сигит Харджоджуданто.

Родилась в семье знатной яванской семье, состоявшей в родстве с правителями княжества Мангкунегаран.
26 декабря 1947 года вышла замуж за Сухарто. Прожила с ним в браке почти 50 лет. В семье Сухарто и Сити Хартины было шесть детей:
1. Сити Хардиянти Рукмана[англ.] (индон. Siti Hardiyanti Rukmana, также известна как Тутут (индон. Tutut); род. в 1949 году)
2. Сигит Харджоджуданто (индон. Sigit Harjojudanto; род. в 1951 году)
3. Бамбанг Трихатмоджо (индон. Bambang Trihatmodjo; род. в 1953 году)
4. Сити Хедиати Харияди[индон.] (индон. Siti Hediati Hariyadi, также известна как Титик (индон. Titiek); род. в 1959 году)
5. Хутомо Мандала Путра[англ.] (индон. Hutomo Mandala Putra, также известен как Томми (индон. Tommy), род. в 1962 году; в 2002 году приговорён к 15 годам тюремного заключения за финансовые махинации и организацию убийства судьи)
6. Сити Хутами Энданг Адинингиш (индон. Siti Hutami Endang Adiningish, также известна как Мамик (индон. Mamiek), род. в 1964 году).

Также имели 11 внуков и несколько правнуков.
Похоронена вместе с супругом в мавзолейном комплексе Astana Giribangun у подножия горы Лаву на границе Центральной и Восточной Явы.

## Награды
- Премия Картини (1992)[3]
- Национальный герой Индонезии (1996)[4]